# Yahya ibn Umar al-Lamtuni
Yahya ibn Umar al-Lamtuni en (árabe يحيى بن عمر),(nombre completo Abu Zakariyya Yahya ibn Umar ibn Talagagin ibn Turgut ibn Wartasin al-Lamtuni al-Sanhaji), era entre 1040 y 1056 jefe de los Lamtuna, una  tribu de la confederación bereber de los Sanhadja y se convirtió en el primer emir de los almorávides.

## Genealogía
Se sabe poco sobre los primeros años de Yahya ibn Umar. Su madre provenía de la tribu de los Gudala. Las crónicas remontan su árbol genealógico al líder lamtuna Turgut ibn Wartasin. Sus hermanos eran Yannu ibn Umar, y Abu Bakr Ibn Umar, el segundo emir de los almorávides. Yahya tuvo tres hijos, Ali ibn Yahya, quien después de la muerte de su padre fue nombrado gobernador de Sijilmasa, Muhammad ibn Yahya e Isa ibn Yahya.

## Vida
Yahya ibn Umar fue el primer emir de los almorávides a mediados del siglo XI, movimiento que fundó en 1040 en colaboración con el líder religioso Abdallah ibn Yasin con el objetivo inicial de reunir a todas las tribus Sanhadja bajo el islam malikí. Lideró los ejércitos almorávides en sus primeras campañas, incluyendo las capturas de Sijilmassa y Audagost en 1054/55, pero él mismo murió en 1056 en la batalla de Tabfarilla contra la tribu bereber disidente de los Gudala. 
Yahya fue sucedido como emir almorávide por su hermano, Abu Bakr Ibn Umar.